# Andrij Portnow (Politiker)

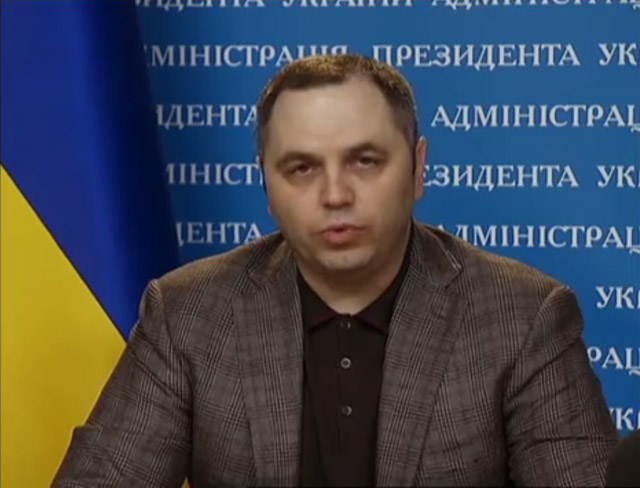
Andrij Portnow (2014)

Andrij Wolodymyrowytsch Portnow (ukrainisch Андрій Володимирович Портнов; * 27. Oktober 1973 in Woroschilowgrad, Ukrainische SSR, UdSSR; † 21. Mai 2025 in Pozuelo de Alarcón, Autonome Gemeinschaft Madrid, Spanien) war ein ukrainischer Rechtsanwalt und Politiker.

## Leben und Werdegang
Portnow entstammte laut Eigenangaben einer Arbeiterfamilie. Er studierte Wirtschaftswissenschaften und wurde promoviert zum Doktor der Rechte an der Wladimir Iwanowitsch Dal Universität, heute Ostukrainische nationale Wolodymyr-Dal-Universität in Luhansk.
Von 2005 bis 2010 war er Chefanwalt im Team von Julija Tymoschenko. Von 2006 bis 2010 war er Abgeordneter der Werchowna Rada, bei den Parlamentswahl in der Ukraine 2006 für den Block Julija Tymoschenko und bei der vorgezogenen Parlamentswahl in der Ukraine 2007 für die Allukrainische Vereinigung „Vaterland“. Von 2010 bis 2014 war er Mitglied des Rates der Nationalbank der Ukraine.
Von 2011 bis 2014 war er Berater des ukrainischen Präsidenten Wiktor Janukowytsch. Zuvor war er stellvertretender Leiter der Präsidialverwaltung und befasste sich mit Justizfragen.
Mit der Verordnung (EU) Nr. 208/2014 des Rates vom 5. März 2014 wurde Portnow auf die Liste von Sanktionen nach der Krimannexion durch Russland gesetzt. Da die Grundlage der Anklage gegen ihn – laut Generalstaatsanwaltschaft der Ukraine – unzureichend war, wurden die Sanktionen gegen ihn im März 2015 aufgehoben.
Später lebte Andrij Portnow in Österreich. Im Sommer 2018 gab Portnow gegenüber der Austria Presse Agentur (APA) bekannt, er habe von Wien aus die Kontrolle über den prorussischen Informations- und Bildungs-TV-Sender NewsOne. Zudem sei er für drei Jahre zum Direktor der MW Investment AG im Schweizer Kanton Zug ernannt worden, die ihrerseits NewsOne besitze und dem Vater des Parlamentariers und Präsidentschaftskandidaten in der Ukraine 2019, Jewhenij Murajew, gehört.
Vom Kiewer Bezirksgericht Petschersk ließ er sich 2020 bestätigen, dass er vom 22. Februar 2014 bis 19. Mai 2019 auf dem Territorium der Ukraine lebte.  Damit konnte ihm nicht das Recht abgesprochen werden, sich an der Leitung der öffentlichen Angelegenheiten in der Ukraine zu beteiligen.
Im Jahr 2021 verhängte das Finanzministerium der Vereinigten Staaten Sanktionen gegen ihn. Im Juni 2022 reiste er aus der Ukraine nach Russland aus. Auch seine Familie verließ die Ukraine und zog zunächst nach Russland. Seit wann sie sich in Spanien aufhalten, wo sie ein Haus in La Moraleja bei Madrid bewohnten, der teuersten Wohnlage Spaniens, ist unbekannt.
Am 21. Mai 2025 wurde er in Pozuelo de Alarcón, 15 Kilometer westlich vom Stadtzentrum von Madrid, auf dem Parkplatz der American School of Madrid, erschossen, nachdem er seine Töchter dort abgesetzt hatte, die diese Privatschule besuchen. Nur wenige Tage vorher, vom 17. bis zum 18. Mai, war Portnow in Kiew um Gespräche mit hochrangigen Beamten der Strafverfolgungsbehörden zu führen und das Land wieder unbehelligt zu verlassen.
Er war mit Anastasija Walijewa verheiratet und hinterließ vier Kinder, zwei Söhne und zwei Töchter.